# Saint-Yon
Saint-Yon ist eine französische Gemeinde mit 914 Einwohnern (Stand: 1. Januar 2022) im Département Essonne in der Region Île-de-France; sie gehört zum Arrondissement Étampes und zum Kanton Arpajon. Die Einwohner heißen Saint-Yonais.

## Geographie
Saint-Yon liegt etwa 28 Kilometer südsüdwestlich von Paris. Umgeben wird Saint-Yon von den Nachbargemeinden Breuillet im Nordwesten und Norden, Égly im Norden und Nordosten, Boissy-sous-Saint-Yon im Osten, Saint-Sulpice-de-Favières im Süden sowie Breux-Jouy im Südwesten und Westen.

## Bevölkerungsentwicklung
| Jahr                       | 1962 | 1968 | 1975 | 1982 | 1990 | 1999 | 2006 | 2012 | 2019 |
| Einwohner                  | 315  | 289  | 363  | 504  | 770  | 811  | 876  | 889  | 902  |
| Quellen: Cassini und INSEE |      |      |      |      |      |      |      |      |      |

## Sehenswürdigkeiten

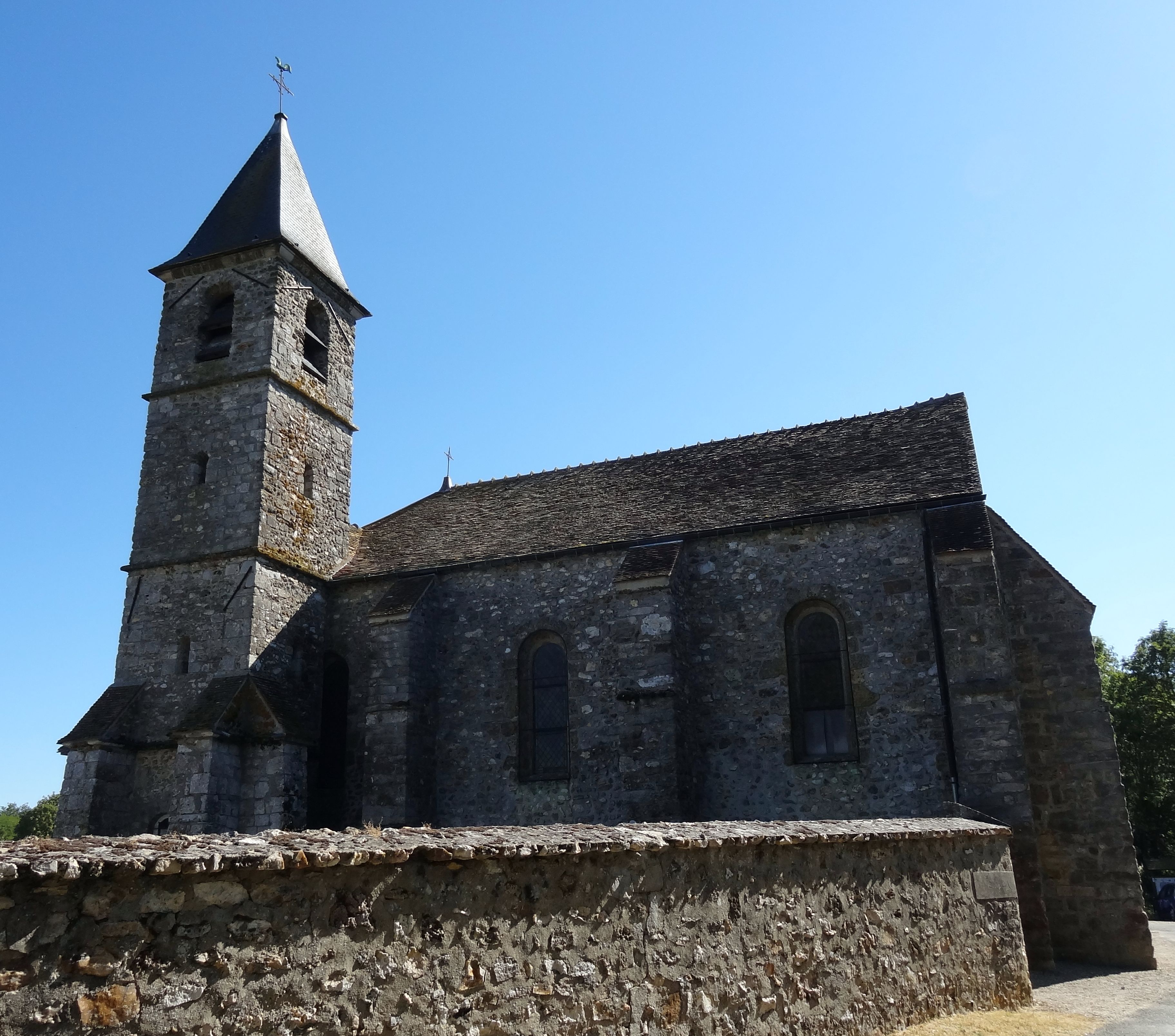
Kirche Saint-Yon
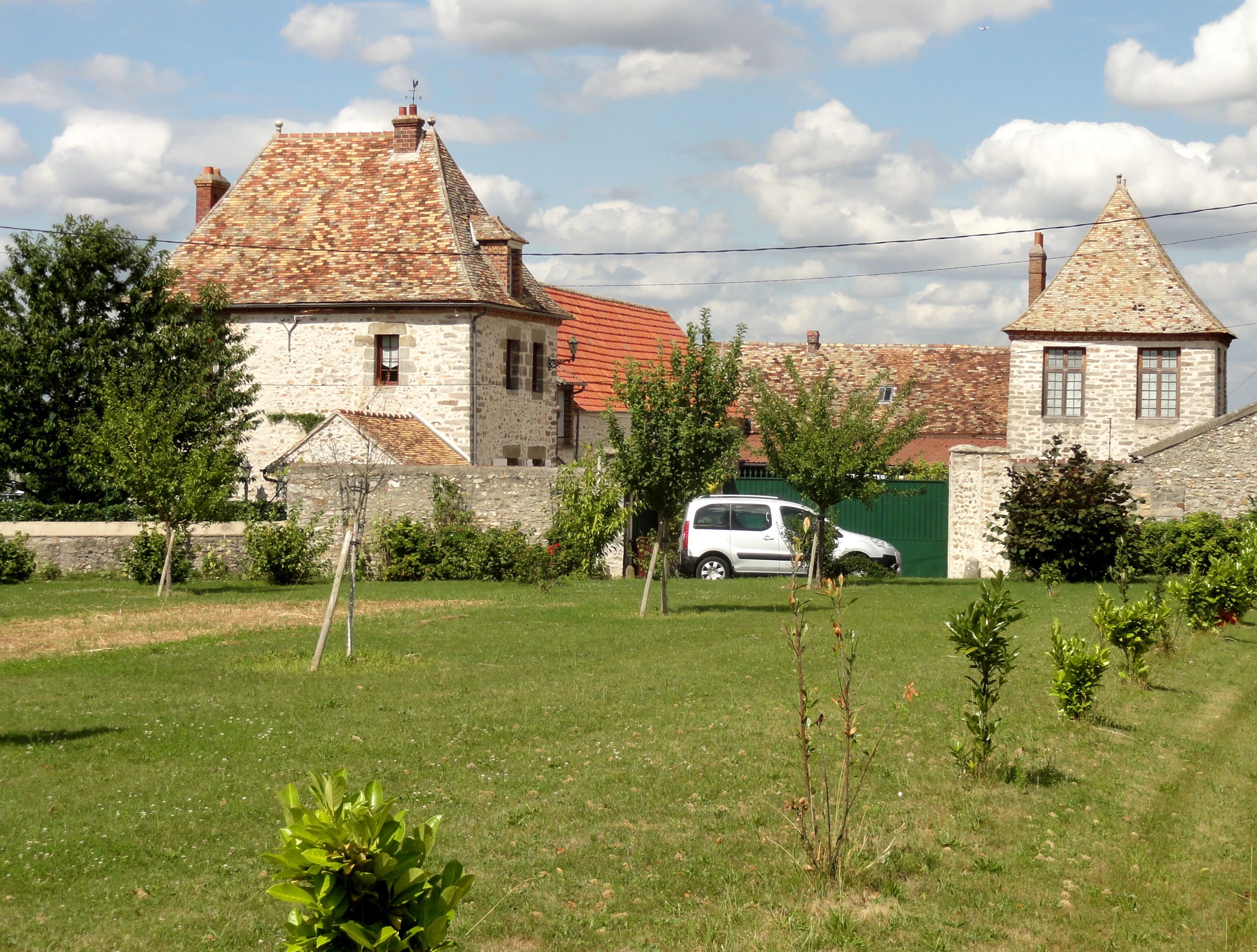
Ehemaliges Siechenhaus aus dem 15./16. Jahrhundert, seit 1979 Monument historique
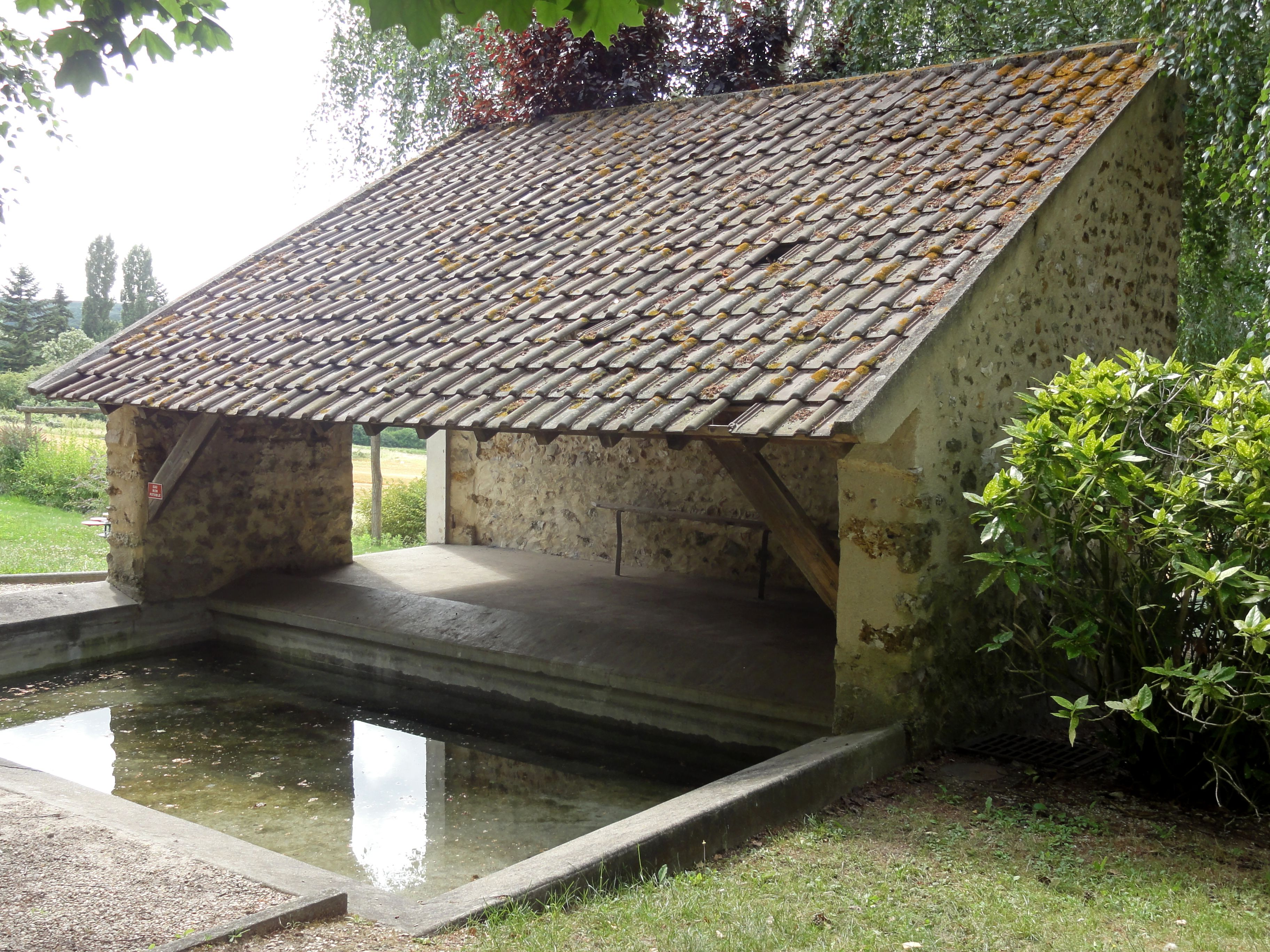
Waschhaus

- Kirche Saint-Yon
- Altes Siechenhaus
- Waschhaus

## Persönlichkeiten
- Bénédict Augustin Morel (1809–1873), Psychiater